# داک سویج: مردی از برنز
داک سویج: مردی از برنز (انگلیسی: Doc Savage: The Man of Bronze) فیلمی در ژانر اکشن، فانتزی، و علمی–تخیلی به کارگردانی مایکل اندرسون است که در سال ۱۹۷۵ منتشر شد. از بازیگران آن می‌توان به ران ایلی، دار رابینسون، مایکل بریمن، پاملا هنسلی، و پال گلیسون اشاره کرد.

## خلاصه داستان
«داک سویج» و پنج ماجراجوی فوق‌العاده‌یِ او وارد داستان ناپدید شدن اسرارآمیز پدرش در اعماق آمریکای جنوبی می‌شوند. «کاپیتان سیز» دیوانه تلاش می‌کند آنها را در راه سفرشان متوقف کند…